# Sphaerostilbella
Sphaerostilbella är ett släkte av svampar. Sphaerostilbella ingår i familjen Hypocreaceae, ordningen köttkärnsvampar, klassen Sordariomycetes, divisionen sporsäcksvampar och riket svampar.
|                  | Cladobotryum |
|                  | |
|                  | Hypomyces |
|                  | |
|                  | Arachnocrea |
|                  | |
|                  | Hypocrea |
|                  | |
|                  | Diplocladium |
|                  | |
|                  | Sibirina |
|                  | |
|                  | Trichoderma |
|                  | |
|                  | Protocrea |
|                  | |
|                  | Mycogone |
|                  | |
|                  | Sepedonium |
|                  | |
|                  | Acrostalagmus |
|                  | |
|                  | Gliocladium |
|                  | |
|                  | Hypocreopsis |
|                  | |
|                  | Sporophagomyces |
|                  | |
|                  | Sarawakus |
|                  | |
|                  | Rogersonia |
|                  | |
| Sphaerostilbella | \| \| Sphaerostilbella aureonitens \| \| \| \| \| \| Sphaerostilbella novae-zelandiae \| \| \| \| \| \| Sphaerostilbella lutea \| \| \| \| \| \| Sphaerostilbella berkeleyana \| \| \| \| |
|                  | \| \| Sphaerostilbella aureonitens \| \| \| \| \| \| Sphaerostilbella novae-zelandiae \| \| \| \| \| \| Sphaerostilbella lutea \| \| \| \| \| \| Sphaerostilbella berkeleyana \| \| \| \| |
|                  | Pseudohypocrea |
|                  | |
|                  | Stephanoma |
|                  | |
|                  | Podostroma |
|                  | |
|                  | Dialhypocrea |
|                  | |
|                  | Tilakidium |
|                  | |
|                  | Aphysiostroma |
|                  | |
|                  | Sphaerostilbella aureonitens |
|                  | |
|                  | Sphaerostilbella novae-zelandiae |
|                  | |
|                  | Sphaerostilbella lutea |
|                  | |
|                  | Sphaerostilbella berkeleyana |
|                  | |

|  | Sphaerostilbella aureonitens     |
|  |                                  |
|  | Sphaerostilbella novae-zelandiae |
|  |                                  |
|  | Sphaerostilbella lutea           |
|  |                                  |
|  | Sphaerostilbella berkeleyana     |
|  |                                  |